# 清算人
清算人（せいさんにん）は、法人を解散するときに清算の職務を担当する者。

## 一般社団・財団法人法
- 一般社団・財団法人法は、この節で条数のみ記載する。

### 清算人
法人が解散したときは、理事、定款で定める者、社員総会または評議員会の決議によって選任された者が清算人となる（209条1項。理事は後二者がないときのみ清算人となる）。

### 裁判所による清算人の選任
清算人となる者がないとき（破産法人が破産終結した場合、破産財団から放棄された財産の処分を行う場合等）・解散を命ずる裁判がなされたとき等は、裁判所は、利害関係人の申立て等により、清算人を選任することができる（209条2項～4項）。但し、この場合、選任される清算人の報酬費用等を予納する必要があり、かなりの負担となるのであまり利用されていない。

### 清算人の解任
社員総会または評議員会は清算人を解任することができる（210条1項・2項）。重要な事由があるときは、裁判所は、利害関係人の申立てにより、清算人を解任することができる（210条3項）。

### 清算人及び解散の登記
清算人は、破産手続開始の決定及び設立の許可の取消しの場合を除き、解散後2週間以内に、主たる事務所の所在地においてその氏名等および解散の事由・年月日の登記をしなければならない（308条・310条）。

### 清算人の職務及び権限
清算人の職務は、次のとおりである（212条）。
1. 現務の結了
2. 債権の取立て及び債務の弁済
3. 残余財産の引渡し

清算人は、清算法人の業務を執行する（213条1項）。清算人会が置かれるときは、清算人は清算人会を組織する（220条1項）。
代表清算人が置かれていないときは、清算人は清算法人を代表する（214条1項本文）。清算人が2人以上いるときは、清算人は各自清算法人を代表する（同条2項）。

### 債権の申出の催告等
清算法人は、遅滞なく、債権者に対し、一定の期間内にその債権の申出をすべき旨を官報に公告し、知れている債権者には各別に催告をしなければならない。この場合において、その期間は、2か月を下ることができない（233条1項）。
この公告には、債権者がその期間内に申出をしないときは清算から除斥されるべき旨を付記しなければならない（同条2項）。ただし、清算人は、知れている債権者を除斥することができない（238条1項）。

### 清算法人についての破産手続の開始
清算中に法人の財産がその債務を完済するのに足りないことが明らかになったときは、清算人は、直ちに破産手続開始の申立てをしなければならない（215条1項）。清算人は、清算中の法人が破産手続開始の決定を受けた場合において、破産管財人にその事務を引き継いだときは、その任務を終了したものとする（同条2項）。この場合において、清算中の法人が既に債権者に支払い、又は権利の帰属すべき者に引き渡したものがあるときは、破産管財人は、これを取り戻すことができる（同条3項）。

### 清算結了の登記
清算が結了したときは、清算法人はその旨を登記しなければならない（311条）。

## 会社法
この節では、会社法は条数のみ記載する。

### 清算人
- 選任
清算人の就任(478条)
法定清算人：清算開始時の取締役、代表取締役を定めていたときは、当該代表取締役(1項1号)。
清算人の登記（928条）
- 業務内容
清算株式会社の代表(483条)
清算人の第三者に対する損害賠償責任（487条）
帳簿資料の保存（508条）
- 解任
清算人の解任（479条）
清算人の解任等（524条）

### 清算人会
監査役会を置く旨の定款の定めがあれば、清算人会を置かなければならない（477条3項）。